# イシカグマ
イシカグマ Microlepia strigosa (Thunb.) Presl は、コバノイシカグマ科に属するシダの1種。比較的大きくなり、葉先がそれぞれ長く伸びる特徴がある。比較的乾燥したところにも出現し、人家周辺でもよく見かける。

## 特徴
常緑性の大柄な草本。根茎は横に長く這い、径5mmほどにあり、表面は長さ2mm程の硬い毛で密に覆われる。
葉柄は長さ30-60cm、基部の方は藁色か茶褐色に色づき、表面の側に溝があって、その溝を中心に毛がある。葉身は長さ20-80cm、幅20-35cmで2回羽状複葉、全形としては卵状長楕円形から広披針形、先端は急に細まって尖る。葉質は堅めの草質で黄緑色。側羽片の数は20対以上になり、大きいものははっきりした柄があり、全体として三角状狭披針形で、長さ20cm、幅4cm。羽軸の表面は無毛で、裏面には毛がある。楔形の基部から先に向かって次第に幅が狭くなり、先端部は尾状に伸びて終わる。小羽片は長楕円形から狭三角状長楕円形、先端は丸いのが普通だが、時に尖る場合がある。基部は楔形で柄はなく、長さ2cm、幅1cmで、羽状に浅く、または深く裂ける。その裂片の縁は波状の鋸歯がある。裂片の表面は無毛、裏面は葉脈に沿って隆起し、その上に毛がある。ちなみにこの毛は複数細胞が縦に並んだ有節毛といわれるタイプで、そのため粗放な印象を受ける。
胞子嚢群は葉の縁について、胞膜の先端が葉の縁に届く。胞膜は側面で葉裏に癒合してポケット状、径1mmに達しない程度。
カグマは、シダの古名の一つとされる。従ってこの名は「石のごろごろしている所に生えるシダ」と取れる。

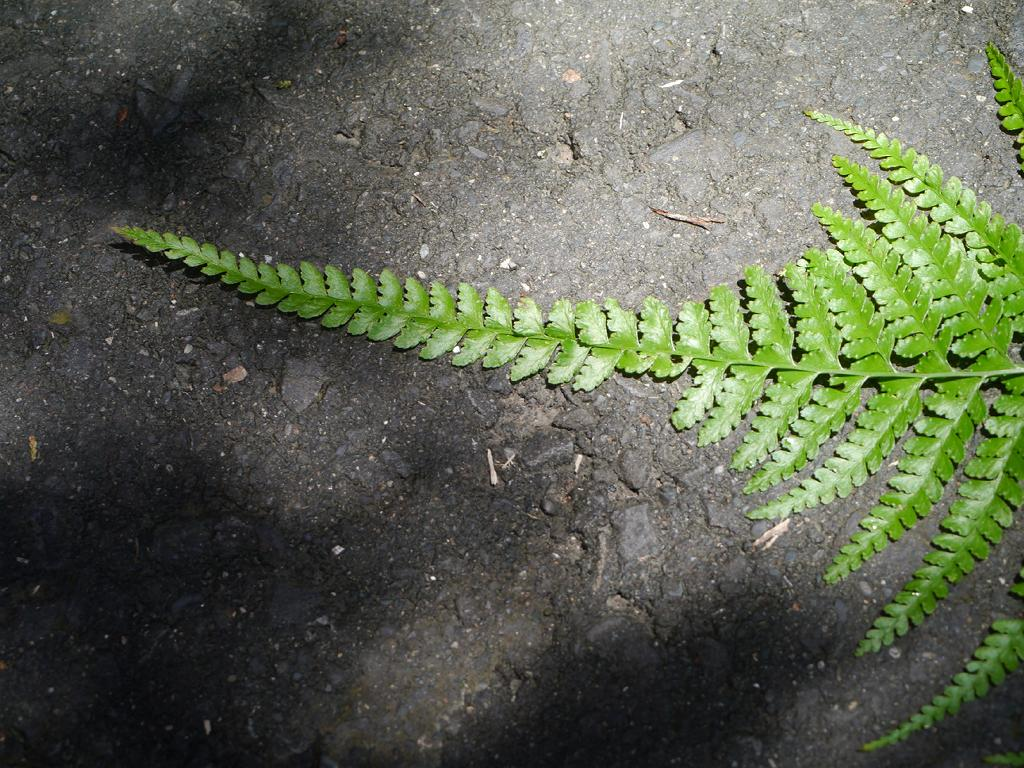
葉の先端部
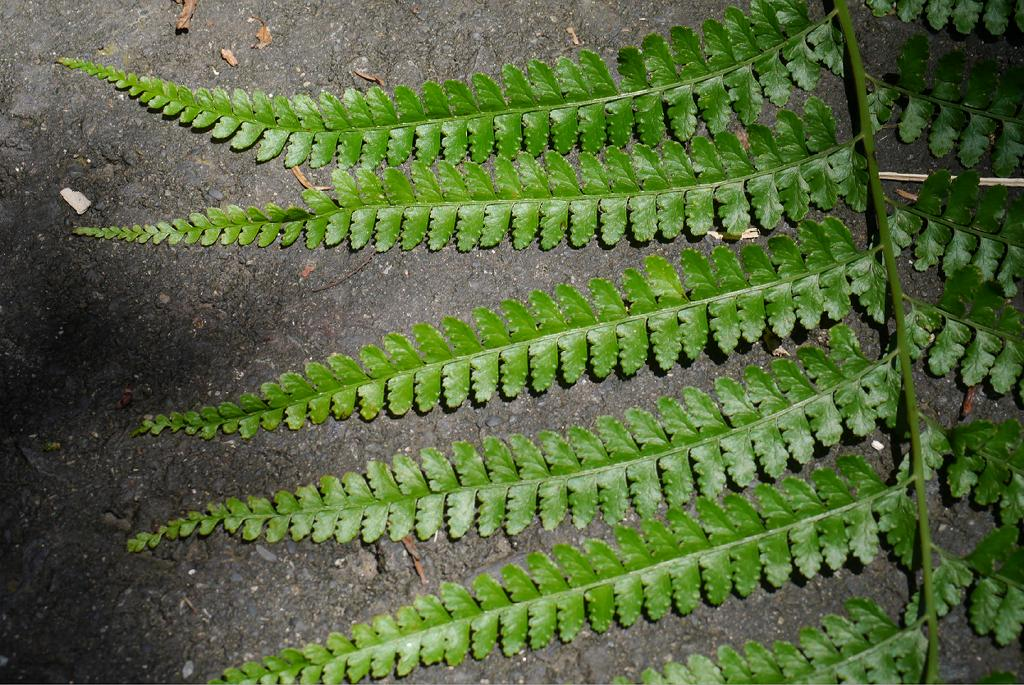
側羽片
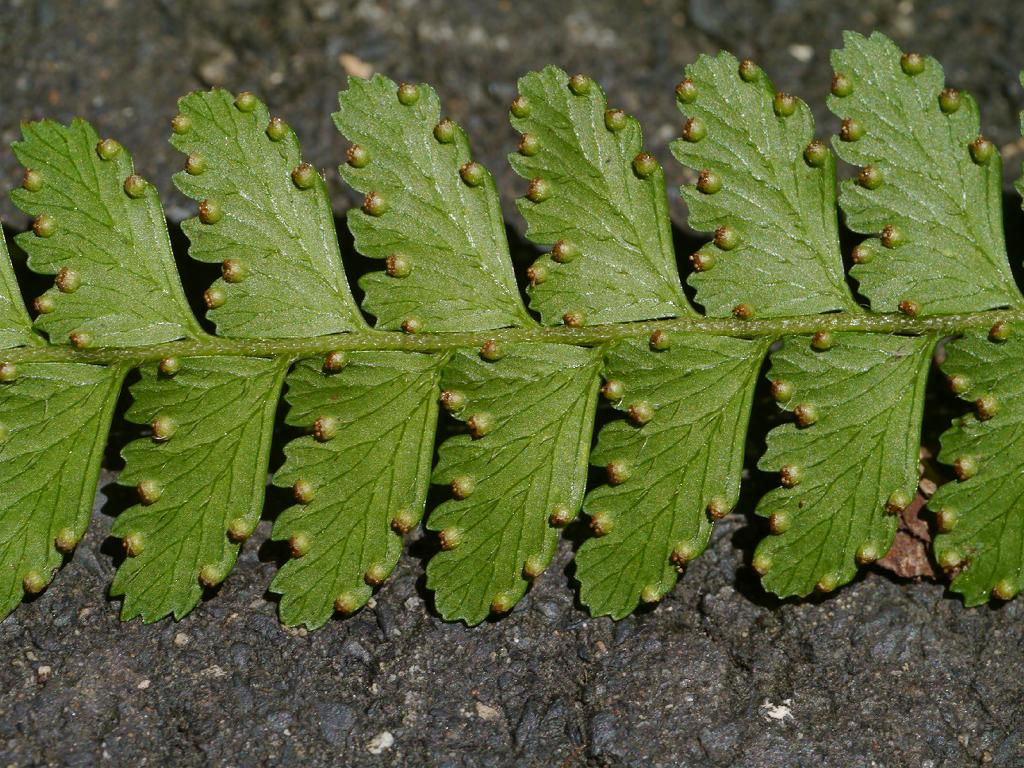
葉裏・胞子嚢群を示す
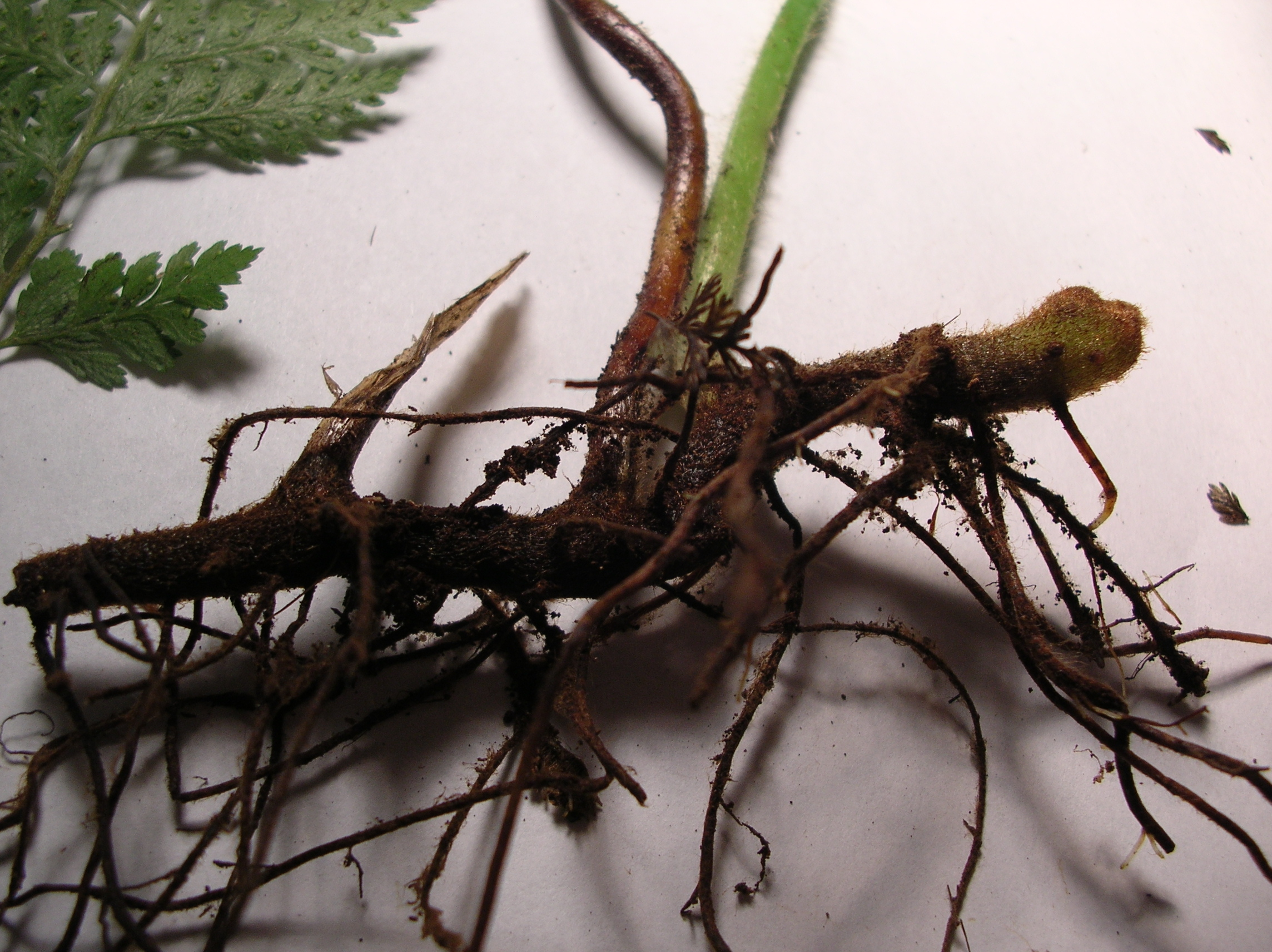
横に這う根茎

## 分布と生育環境
本州では房総半島南部、伊豆半島から西の海岸沿い、四国、九州、伊豆諸島、琉球列島に分布する。国外ではヒマラヤ、スリランカからポリネシアに渡って旧世界の熱帯から亜熱帯域に廣く分布する。日本では三重県以西でぐっと数を増すという。
海岸寄りの地域で、人家周辺から林縁、谷筋などに生育し、群生する。木陰に群生していることが多いが、日なたに出ることもある。本州では海岸線に多いが、より暖地では内陸にまで進出し、海岸性というものではない。

## 分類
同属のものではフモトシダ M. marginata も普通種であるが、こちらは単羽状複葉である。よく似たものにはオドリコカグマ M. izu-penisulae やウスバイシカグマ M. substrigosa などがあり、よく似ているが、これらは本種より遙かに限られた分布をしている。

## 利用
ハワイでは現地名をパラパライと言う。これは「羞恥心や謙遜で顔を背ける」という意味があり、切れ込みが細かい繊細な葉の様子や、それが風になびく様を指すらしい。これをレイを作る際の裏打ちとして用い、またフラを踊るときの段を飾るのに使われる。その為に植栽されることも多いという。